# جونز اسپرینگز (ویرجینیای غربی)
جونز اسپرینگز (به انگلیسی: Jones Springs) یک منطقهٔ مسکونی در ایالات متحده آمریکا است که در شهرستان برکلی، ویرجینیای غربی واقع شده‌است. جونز اسپرینگز ۱۷۴٫۹۶ متر بالاتر از سطح دریا واقع شده‌است.